# IHF Super Globe 2011
Der 5. IHF Super Globe wurde vom 14. bis 18. Mai 2011 in Doha (Katar) ausgetragen. Die Vorrunde fand vom 14. bis 16. Mai statt, die Platzierungsspiele und Finale waren am 18. Mai. Sieger des Turniers war der THW Kiel.

## Austragungsort
Alle Spiele wurden in der Al-Gharafa Sports Hall in Katars Hauptstadt Doha ausgetragen.

## Prämien
Der Sieger des Super Globe gewann 400.000 US-Dollar und der Zweitplatzierte erhielt 200.000 US-Dollar. Der Drittplatzierte erhielt ein Preisgeld von 150.000 US-Dollar. Insgesamt wurden 750.000 US-Dollar an Preisgeld von der Internationalen Handballföderation ausgeschüttet.

## Vorrunde

### Gruppe A
| Rang | Team                    | Sp. | S | U | N | T   | GT  | Diff. | Pkt.  |
| ---- | ----------------------- | --- | - | - | - | --- | --- | ----- | ----- |
| 1.   | THW Kiel                | 3   | 3 | 0 | 0 | 119 | 077 | + 42  | 6 : 0 |
| 2.   | al-Sadd                 | 3   | 2 | 0 | 1 | 077 | 097 | − 20  | 4 : 2 |
| 3.   | Esporte Clube Pinheiros | 3   | 0 | 1 | 2 | 085 | 094 | − 09  | 1 : 5 |
| 4.   | al-Rayyan Sports Club   | 3   | 0 | 1 | 2 | 087 | 100 | − 13  | 1 : 5 |

| 14. Mai 2011, Sa. 14:30 Uhr | -.--- Zuschauer Spielbericht | THW Kiel Sprenger 9                 | 42 : 18 (22 : 08) | al-Sadd 9 Khoder                  |
| 14. Mai 2011, Sa. 19:30 Uhr | -.--- Zuschauer Spielbericht | al-Rayyan Sports Club Gajič 7       | 29 : 29 (12 : 18) | Esporte Clube Pinheiros 6 Vanini  |
| 15. Mai 2011, So. 13:00 Uhr | -.--- Zuschauer Spielbericht | Esporte Clube Pinheiros T. Santos 5 | 29 : 36 (14 : 21) | THW Kiel 7 Andersson              |
| 15. Mai 2011, So. 19:00 Uhr | -.--- Zuschauer Spielbericht | al-Sadd Oscar 8                     | 30 : 28 (14 : 14) | al-Rayyan Sports Club 8 Štrlek    |
| 16. Mai 2011, Mo. 13:00 Uhr | -.--- Zuschauer Spielbericht | al-Sadd Gurbindo 9                  | 29 : 27 (12 : 13) | Esporte Clube Pinheiros 6 Pacheco |
| 16. Mai 2011, Mo. 17:00 Uhr | -.--- Zuschauer Spielbericht | THW Kiel Ilić 9                     | 41 : 30 (19 : 15) | al-Rayyan Sports Club 6 Kopljar   |

### Gruppe B
| Rang | Team                | Sp. | S | U | N | T   | GT  | Diff. | Pkt.  |
| ---- | ------------------- | --- | - | - | - | --- | --- | ----- | ----- |
| 1.   | BM Ciudad Real      | 3   | 3 | 0 | 0 | 111 | 070 | + 41  | 6 : 0 |
| 2.   | al Zamalek SC       | 3   | 1 | 1 | 1 | 103 | 093 | + 10  | 3 : 3 |
| 3.   | al-Sadd Sports Club | 3   | 1 | 1 | 1 | 104 | 097 | + 07  | 3 : 3 |
| 4.   | Southern Stars      | 3   | 0 | 0 | 3 | 067 | 125 | − 58  | 0 : 6 |

| 14. Mai 2011, Sa. 12:30 Uhr | -.--- Zuschauer Spielbericht | BM Ciudad Real Davis 4       | 33 : 25 (18 : 10) | al Zamalek SC 4 Ramy         |
| 14. Mai 2011, Sa. 17:30 Uhr | -.--- Zuschauer Spielbericht | al-Sadd Sports Club Vujin 10 | 39 : 27 (19 : 09) | Southern Stars 8 Toerlen     |
| 15. Mai 2011, So. 15:00 Uhr | -.--- Zuschauer Spielbericht | Southern Stars Toerlen 6     | 17 : 45 (08 : 21) | BM Ciudad Real 7 Scheweljow  |
| 15. Mai 2011, So. 17:00 Uhr | -.--- Zuschauer Spielbericht | al Zamalek SC Al Ahmar 10    | 37 : 37 (17 : 15) | al-Sadd Sports Club 13 Vujin |
| 16. Mai 2011, Mo. 15:00 Uhr | -.--- Zuschauer Spielbericht | al Zamalek SC Al Ahmar 15    | 41 : 23 (22 : 11) | Southern Stars 6 Toerlen     |
| 16. Mai 2011, Mo. 19:00 Uhr | -.--- Zuschauer Spielbericht | BM Ciudad Real Lazarov 8     | 33 : 28 (15 : 14) | al-Sadd Sports Club 7 Pérez  |

## Finale
Das Finale fand am 18. Mai 2011 statt. Der Gewinner der Partie war Sieger des Super Globe 2011.
| 18. Mai 2011, Mi. 19:30 Uhr | -.--- Zuschauer Spielbericht | THW Kiel Ahlm 7 | 28 : 25 (10 : 14) | BM Ciudad Real Lazarov 6 |

THW Kiel: Omeyer, Palicka – Ahlm  (7), Klein   (6), Andersson  (5), Jícha   (3/1), Sprenger (2), Ilić  (2/1), Reichmann (1), Pálmarsson (1), Narcisse  (1), Lundström, Dragićević, Kubeš, Zeitz
BM Ciudad Real: Hombrados, Sterbik – Lazarov (6/3), Källman  (5), Aguinagalde (4), Entrerríos (4), Abalo (3), Parrondo  (1/1), Cañellas (1), Morros   (1), Guardiola, Davis, Rodríguez, Jurkiewicz, Scheweljow, Dinart 

## Platzierungsspiele
Die Platzierungsspiele fanden am 18. Mai 2011 statt.

### Spiel um Platz 7
| 18. Mai 2011, Mi. 13:00 Uhr | -.--- Zuschauer Spielbericht | al-Rayyan Sports Club Bassel 7 | 36 : 21 (17 : 07) | Southern Stars Leis 6 |

### Spiel um Platz 5
| 18. Mai 2011, Mi. 15:00 Uhr | -.--- Zuschauer Spielbericht | Esporte Clube Pinheiros Borges 6 | 39 : 36 (25 : 18) | al-Sadd Sports Club Sulić 9 |

### Spiel um Platz 3
| 18. Mai 2011, Mi. 17:00 Uhr | -.--- Zuschauer Spielbericht | al-Sadd Tvedten, Krivokapić 7 | 28 : 23 (13 : 10) | al Zamalek SC Al Ahmar 8 |

## Abschlussplatzierung
| Rang   | Team                    | Sp. | S | U | N | Tore    | Diff. |
| ------ | ----------------------- | --- | - | - | - | ------- | ----- |
| Gold   | THW Kiel                | 4   | 4 | 0 | 0 | 147:102 | +045  |
| Silber | BM Ciudad Real          | 4   | 3 | 0 | 1 | 136:098 | +038  |
| Bronze | al-Sadd                 | 4   | 3 | 0 | 1 | 105:120 | −015  |
| 04.    | al Zamalek SC           | 4   | 1 | 1 | 2 | 126:121 | +005  |
| 05.    | Esporte Clube Pinheiros | 4   | 1 | 1 | 2 | 124:130 | −006  |
| 06.    | al-Sadd Sports Club     | 4   | 1 | 1 | 2 | 140:136 | +004  |
| 07.    | al-Rayyan Sports Club   | 4   | 1 | 1 | 2 | 123:121 | +002  |
| 08.    | Southern Stars          | 4   | 0 | 0 | 4 | 088:226 | −138  |